# 鷲ノ森常吉
鷲ノ森 常吉（わしのもり つねきち、1850年6月11日（嘉永3年5月2日） - 1914年4月24日）は、明治時代の大相撲力士。年寄7代湊川。本名、平原常吉。

## 人物
磐城国白川郡（現在の福島県東白川郡）出身。1876年高砂改正組で初土俵。1878年5月東京相撲に加入し、三段目。1880年1月幕下二段目。最高位は幕下5枚目。1895年1月引退、世話人となる。湊川（元大関・八幡山）の廃業後、妻女が師匠高砂（元高見山）の妻の妹という事情もあり1897年1月年寄湊川を襲名。湊川部屋を経営した。
1914年4月24日、中風により死去。63歳没。